# Partito Socialista del Paese Valenciano
Il Partito Socialista del Paese Valenziano-PSOE (PSPV-PSOE; in valenciano Partit Socialista del País Valencià; in spagnolo Partido Socialista del País Valenciano) è la federazione locale del Partito Socialista Operaio Spagnolo (PSOE) nella Comunità Valenciana. È stato fondato nel 1978 dall'unione dell'allora federazione valenciana del PSOE, della federazione valenciana del Partito Socialista Popolare, e dell'allora Partito Socialista del Paese Valenziano. La federazione valenciana del PSOE generalmente non si distacca dai dettami del partito nazionale, a differenza di quella catalana.
È stato il partito politico più votato nella Comunità Valenciana fino alle elezioni generali del 1993, quando si vide superato dal Partito Popolare. Ha conseguito la maggioranza assoluta nelle Corti Valenciane nelle elezioni del 1983 (con 51 deputati) e del 1991 (con 45 deputati). È stato anche la prima forza politica a livello municipale della Comunità Valenziana fino al 1995.

## Segretari generali del PSPV-PSOE
|                                             | Segretario generale                         | Periodo        |
| ------------------------------------------- | ------------------------------------------- | -------------- |
| 1                                           | Joan Pastor                                 | 1978-1979      |
| 2                                           | Joan Lerma                                  | 1979-1997      |
| 3                                           | Joan Romero                                 | 1997-1999      |
| 4                                           | Joan Ignasi Pla                             | 1999           |
| Comitato di gestione guidato da Diego Macià | Comitato di gestione guidato da Diego Macià | 1999-2000      |
| 4                                           | Joan Ignasi Pla                             | 2000-2007      |
| Comitato di gestione guidato da Joan Lerma  | Comitato di gestione guidato da Joan Lerma  | 2007-2008      |
| 5                                           | Jorge Alarte                                | 2008-2012      |
| 6                                           | Ximo Puig                                   | 2012-in carica |

## Risultati elettorali

### Elezioni delle Corti Valenciane
| Anno | Candidato       | Numero di voti | % voti totali | Seggi   | Posizione       | Ruolo nella legislatura                              |
| ---- | --------------- | -------------- | ------------- | ------- | --------------- | ---------------------------------------------------- |
| 1983 | Joan Lerma      | 982.567        | 51,41%        | 51 / 89 | primo partito   | Governo di maggioranza                               |
| 1987 | Joan Lerma      | 828.961        | 41,28%        | 42 / 89 | primo partito   | Governo di minoranza                                 |
| 1991 | Joan Lerma      | 860.429        | 42,85%        | 45 / 89 | primo partito   | Governo di maggioranza                               |
| 1995 | Joan Lerma      | 804.463        | 33,98%        | 32 / 89 | secondo partito | Opposizione                                          |
| 1999 | Antoni Asunción | 768.548        | 33,91%        | 35 / 89 | secondo partito | Opposizione                                          |
| 2003 | Joan Ignasi Pla | 874.288        | 35,95%        | 35 / 89 | secondo partito | Opposizione                                          |
| 2007 | Joan Ignasi Pla | 838.987        | 34,49%        | 38 / 99 | secondo partito | Opposizione                                          |
| 2011 | Jorge Alarte    | 684.893        | 27,5%         | 33 / 99 | secondo partito | Opposizione                                          |
| 2015 | Ximo Puig       | 505.186        | 20,3%         | 23 / 99 | secondo partito | Governo di coalizione con Compromís                  |
| 2019 | Ximo Puig       | 637.673        | 23,87%        | 27 / 99 | primo partito   | Governo di coalizione con Compromís e Unidas Podemos |
| 2023 | Ximo Puig       | 708.142        | 28,70%        | 31 / 99 | secondo partito | Opposizione                                          |

| Evoluzione del numero di seggi nelle Corti Valenciane | Evoluzione del numero di seggi nelle Corti Valenciane | Evoluzione del numero di seggi nelle Corti Valenciane | Evoluzione del numero di seggi nelle Corti Valenciane | Evoluzione del numero di seggi nelle Corti Valenciane | Evoluzione del numero di seggi nelle Corti Valenciane | Evoluzione del numero di seggi nelle Corti Valenciane | Evoluzione del numero di seggi nelle Corti Valenciane | Evoluzione del numero di seggi nelle Corti Valenciane | Evoluzione del numero di seggi nelle Corti Valenciane | Evoluzione del numero di seggi nelle Corti Valenciane | Evoluzione del numero di seggi nelle Corti Valenciane |
| Circoscrizione                                        | 1983                                                  | 1987                                                  | 1991                                                  | 1995                                                  | 1999                                                  | 2003                                                  | 2007                                                  | 2011                                                  | 2015                                                  | 2019                                                  | 2023                                                  |
| ----------------------------------------------------- | ----------------------------------------------------- | ----------------------------------------------------- | ----------------------------------------------------- | ----------------------------------------------------- | ----------------------------------------------------- | ----------------------------------------------------- | ----------------------------------------------------- | ----------------------------------------------------- | ----------------------------------------------------- | ----------------------------------------------------- | ----------------------------------------------------- |
| Alicante                                              | 17                                                    | 14                                                    | 16                                                    | 12                                                    | 12                                                    | 12                                                    | 14                                                    | 12                                                    | 9                                                     | 10                                                    | 11                                                    |
| Castelló                                              | 14                                                    | 11                                                    | 11                                                    | 8                                                     | 9                                                     | 9                                                     | 10                                                    | 9                                                     | 6                                                     | 7                                                     | 8                                                     |
| Valencia                                              | 20                                                    | 17                                                    | 18                                                    | 12                                                    | 14                                                    | 14                                                    | 14                                                    | 12                                                    | 8                                                     | 10                                                    | 12                                                    |
| Totale                                                | 51                                                    | 42                                                    | 45                                                    | 32                                                    | 35                                                    | 35                                                    | 38                                                    | 33                                                    | 23                                                    | 27                                                    | 31                                                    |

### Provincia di Valencia
| Consiglieri comunali del PSPV-PSOE nelle principali città della provincia di Valencia | Consiglieri comunali del PSPV-PSOE nelle principali città della provincia di Valencia | Consiglieri comunali del PSPV-PSOE nelle principali città della provincia di Valencia | Consiglieri comunali del PSPV-PSOE nelle principali città della provincia di Valencia | Consiglieri comunali del PSPV-PSOE nelle principali città della provincia di Valencia | Consiglieri comunali del PSPV-PSOE nelle principali città della provincia di Valencia | Consiglieri comunali del PSPV-PSOE nelle principali città della provincia di Valencia | Consiglieri comunali del PSPV-PSOE nelle principali città della provincia di Valencia | Consiglieri comunali del PSPV-PSOE nelle principali città della provincia di Valencia | Consiglieri comunali del PSPV-PSOE nelle principali città della provincia di Valencia | Consiglieri comunali del PSPV-PSOE nelle principali città della provincia di Valencia |
| Comune                                                                                | 1987                                                                                  | 1991                                                                                  | 1995                                                                                  | 1999                                                                                  | 2003                                                                                  | 2007                                                                                  | 2011                                                                                  | 2015                                                                                  | 2019                                                                                  | 2023                                                                                  |
| ------------------------------------------------------------------------------------- | ------------------------------------------------------------------------------------- | ------------------------------------------------------------------------------------- | ------------------------------------------------------------------------------------- | ------------------------------------------------------------------------------------- | ------------------------------------------------------------------------------------- | ------------------------------------------------------------------------------------- | ------------------------------------------------------------------------------------- | ------------------------------------------------------------------------------------- | ------------------------------------------------------------------------------------- | ------------------------------------------------------------------------------------- |
| Valencia                                                                              | 13                                                                                    | 13                                                                                    | 8                                                                                     | 11                                                                                    | 12                                                                                    | 12                                                                                    | 8                                                                                     | 5                                                                                     | 7                                                                                     | 7                                                                                     |
| Torrent                                                                               | 13                                                                                    | 16                                                                                    | 11                                                                                    | 13                                                                                    | 15                                                                                    | 11                                                                                    | 9                                                                                     | 9                                                                                     | 11                                                                                    | 10                                                                                    |
| Gandia                                                                                | 10                                                                                    | 11                                                                                    | 10                                                                                    | 12                                                                                    | 10                                                                                    | 12                                                                                    | 10                                                                                    | 7                                                                                     | 11                                                                                    | 12                                                                                    |
| Paterna                                                                               | 11                                                                                    | 11                                                                                    | 7                                                                                     | 9                                                                                     | 10                                                                                    | 8                                                                                     | 7                                                                                     | 6                                                                                     | 13                                                                                    | 14                                                                                    |
| Sagunto                                                                               | 8                                                                                     | 11                                                                                    | 8                                                                                     | 7                                                                                     | 7                                                                                     | 6                                                                                     | 5                                                                                     | 3                                                                                     | 7                                                                                     | 12                                                                                    |
| Alzira                                                                                | 10                                                                                    | 11                                                                                    | 4                                                                                     | 5                                                                                     | 7                                                                                     | 5                                                                                     | 4                                                                                     | 4                                                                                     | 3                                                                                     | 4                                                                                     |
| Burjassot                                                                             | 11                                                                                    | 12                                                                                    | 10                                                                                    | 12                                                                                    | 11                                                                                    | 9                                                                                     | 8                                                                                     | 8                                                                                     | 12                                                                                    | 12                                                                                    |
| Ontinyent                                                                             | 7                                                                                     | 8                                                                                     | 7                                                                                     | 7                                                                                     | 5                                                                                     | 9                                                                                     | 7                                                                                     | 14                                                                                    | 0                                                                                     | 1                                                                                     |
| Aldaia                                                                                | 13                                                                                    | 14                                                                                    | 10                                                                                    | 12                                                                                    | 13                                                                                    | 11                                                                                    | 8                                                                                     | 8                                                                                     | 14                                                                                    | 14                                                                                    |
| Alaquàs                                                                               | 8                                                                                     | 11                                                                                    | 9                                                                                     | 11                                                                                    | 15                                                                                    | 13                                                                                    | 10                                                                                    | 9                                                                                     | 11                                                                                    | 10                                                                                    |
| Xàtiva                                                                                | 10                                                                                    | 10                                                                                    | 6                                                                                     | 7                                                                                     | 7                                                                                     | 7                                                                                     | 6                                                                                     | 7                                                                                     | 10                                                                                    | 8                                                                                     |
| Xirivella                                                                             | 10                                                                                    | 11                                                                                    | 9                                                                                     | 11                                                                                    | 10                                                                                    | 10                                                                                    | 7                                                                                     | 6                                                                                     | 9                                                                                     | 9                                                                                     |
| Sueca                                                                                 | 7                                                                                     | 5                                                                                     | 5                                                                                     | 7                                                                                     | 8                                                                                     | 4                                                                                     | 4                                                                                     | 5                                                                                     | 6                                                                                     | 8                                                                                     |
| Algemesí                                                                              | 8                                                                                     | 11                                                                                    | 8                                                                                     | 11                                                                                    | 9                                                                                     | 7                                                                                     | 6                                                                                     | 5                                                                                     | 8                                                                                     | 7                                                                                     |

Il grassetto indica gli anni nei quali il PSPV-PSOE è risultato la forza più votata.
| Seggi del PSPV-PSOE nei comuni della provincia di Valencia (numero totale) | Seggi del PSPV-PSOE nei comuni della provincia di Valencia (numero totale) | Seggi del PSPV-PSOE nei comuni della provincia di Valencia (numero totale) | Seggi del PSPV-PSOE nei comuni della provincia di Valencia (numero totale) | Seggi del PSPV-PSOE nei comuni della provincia di Valencia (numero totale) | Seggi del PSPV-PSOE nei comuni della provincia di Valencia (numero totale) | Seggi del PSPV-PSOE nei comuni della provincia di Valencia (numero totale) | Seggi del PSPV-PSOE nei comuni della provincia di Valencia (numero totale) | Seggi del PSPV-PSOE nei comuni della provincia di Valencia (numero totale) | Seggi del PSPV-PSOE nei comuni della provincia di Valencia (numero totale) | Seggi del PSPV-PSOE nei comuni della provincia di Valencia (numero totale) |
| Anno                                                                       | 1987                                                                       | 1991                                                                       | 1995                                                                       | 1999                                                                       | 2003                                                                       | 2007                                                                       | 2011                                                                       | 2015                                                                       | 2019                                                                       | 2023                                                                       |
| -------------------------------------------------------------------------- | -------------------------------------------------------------------------- | -------------------------------------------------------------------------- | -------------------------------------------------------------------------- | -------------------------------------------------------------------------- | -------------------------------------------------------------------------- | -------------------------------------------------------------------------- | -------------------------------------------------------------------------- | -------------------------------------------------------------------------- | -------------------------------------------------------------------------- | -------------------------------------------------------------------------- |
| Seggi                                                                      | 1302                                                                       | 1360                                                                       | 1097                                                                       | 1065                                                                       | 1078                                                                       | 1089                                                                       | 979                                                                        | 948                                                                        | 1084                                                                       | 1021                                                                       |

### Provincia di Castelló
| Consiglieri comunali del PSPV-PSOE nelle principali città della provincia di Castelló | Consiglieri comunali del PSPV-PSOE nelle principali città della provincia di Castelló | Consiglieri comunali del PSPV-PSOE nelle principali città della provincia di Castelló | Consiglieri comunali del PSPV-PSOE nelle principali città della provincia di Castelló | Consiglieri comunali del PSPV-PSOE nelle principali città della provincia di Castelló | Consiglieri comunali del PSPV-PSOE nelle principali città della provincia di Castelló | Consiglieri comunali del PSPV-PSOE nelle principali città della provincia di Castelló | Consiglieri comunali del PSPV-PSOE nelle principali città della provincia di Castelló | Consiglieri comunali del PSPV-PSOE nelle principali città della provincia di Castelló | Consiglieri comunali del PSPV-PSOE nelle principali città della provincia di Castelló | Consiglieri comunali del PSPV-PSOE nelle principali città della provincia di Castelló |
| Municipio                                                                             | 1987                                                                                  | 1991                                                                                  | 1995                                                                                  | 1999                                                                                  | 2003                                                                                  | 2007                                                                                  | 2011                                                                                  | 2015                                                                                  | 2019                                                                                  | 2023                                                                                  |
| ------------------------------------------------------------------------------------- | ------------------------------------------------------------------------------------- | ------------------------------------------------------------------------------------- | ------------------------------------------------------------------------------------- | ------------------------------------------------------------------------------------- | ------------------------------------------------------------------------------------- | ------------------------------------------------------------------------------------- | ------------------------------------------------------------------------------------- | ------------------------------------------------------------------------------------- | ------------------------------------------------------------------------------------- | ------------------------------------------------------------------------------------- |
| Castelló de la Plana                                                                  | 12                                                                                    | 13                                                                                    | 8                                                                                     | 10                                                                                    | 10                                                                                    | 12                                                                                    | 9                                                                                     | 7                                                                                     | 10                                                                                    | 9                                                                                     |
| Vila-real                                                                             | 12                                                                                    | 11                                                                                    | 9                                                                                     | 7                                                                                     | 6                                                                                     | 8                                                                                     | 8                                                                                     | 13                                                                                    | 13                                                                                    | 11                                                                                    |
| Borriana                                                                              | 11                                                                                    | 8                                                                                     | 7                                                                                     | 8                                                                                     | 7                                                                                     | 8                                                                                     | 7                                                                                     | 6                                                                                     | 10                                                                                    | 7                                                                                     |
| La Vall d'Uixó                                                                        | 5                                                                                     | 10                                                                                    | 7                                                                                     | 7                                                                                     | 8                                                                                     | 8                                                                                     | 7                                                                                     | 6                                                                                     | 9                                                                                     | 9                                                                                     |
| Vinaròs                                                                               | 8                                                                                     | 9                                                                                     | 9                                                                                     | 7                                                                                     | 8                                                                                     | 7                                                                                     | 6                                                                                     | 4                                                                                     | 7                                                                                     | 9                                                                                     |
| Benicarló                                                                             | 9                                                                                     | 7                                                                                     | 6                                                                                     | 4                                                                                     | 6                                                                                     | 7                                                                                     | 6                                                                                     | 7                                                                                     | 11                                                                                    | 5                                                                                     |
| Almazora                                                                              | 12                                                                                    | 11                                                                                    | 9                                                                                     | 13                                                                                    | 11                                                                                    | 9                                                                                     | 8                                                                                     | 9                                                                                     | 9                                                                                     | 7                                                                                     |
| Onda                                                                                  | 10                                                                                    | 12                                                                                    | 11                                                                                    | 10                                                                                    | 12                                                                                    | 10                                                                                    | 8                                                                                     | 8                                                                                     | 9                                                                                     | 6                                                                                     |
| Benicàssim                                                                            | 2                                                                                     | 2                                                                                     | 2                                                                                     | 3                                                                                     | 6                                                                                     | 8                                                                                     | 5                                                                                     | 3                                                                                     | 5                                                                                     | 3                                                                                     |

Il grassetto indica gli anni nei quali il PSPV-PSOE è risultato la forza più votata.
| Seggi del PSPV-PSOE nei comuni della provincia di Castelló (numero totale) | Seggi del PSPV-PSOE nei comuni della provincia di Castelló (numero totale) | Seggi del PSPV-PSOE nei comuni della provincia di Castelló (numero totale) | Seggi del PSPV-PSOE nei comuni della provincia di Castelló (numero totale) | Seggi del PSPV-PSOE nei comuni della provincia di Castelló (numero totale) | Seggi del PSPV-PSOE nei comuni della provincia di Castelló (numero totale) | Seggi del PSPV-PSOE nei comuni della provincia di Castelló (numero totale) | Seggi del PSPV-PSOE nei comuni della provincia di Castelló (numero totale) | Seggi del PSPV-PSOE nei comuni della provincia di Castelló (numero totale) | Seggi del PSPV-PSOE nei comuni della provincia di Castelló (numero totale) | Seggi del PSPV-PSOE nei comuni della provincia di Castelló (numero totale) |
| Anno                                                                       | 1987                                                                       | 1991                                                                       | 1995                                                                       | 1999                                                                       | 2003                                                                       | 2007                                                                       | 2011                                                                       | 2015                                                                       | 2019                                                                       | 2023                                                                       |
| -------------------------------------------------------------------------- | -------------------------------------------------------------------------- | -------------------------------------------------------------------------- | -------------------------------------------------------------------------- | -------------------------------------------------------------------------- | -------------------------------------------------------------------------- | -------------------------------------------------------------------------- | -------------------------------------------------------------------------- | -------------------------------------------------------------------------- | -------------------------------------------------------------------------- | -------------------------------------------------------------------------- |
| Seggi                                                                      | 561                                                                        | 532                                                                        | 453                                                                        | 372                                                                        | 403                                                                        | 412                                                                        | 377                                                                        | 376                                                                        | 428                                                                        | 393                                                                        |

### Provincia di Alicante
| Consiglieri comunali del PSPV-PSOE nelle principali città della provincia di Alicante | Consiglieri comunali del PSPV-PSOE nelle principali città della provincia di Alicante | Consiglieri comunali del PSPV-PSOE nelle principali città della provincia di Alicante | Consiglieri comunali del PSPV-PSOE nelle principali città della provincia di Alicante | Consiglieri comunali del PSPV-PSOE nelle principali città della provincia di Alicante | Consiglieri comunali del PSPV-PSOE nelle principali città della provincia di Alicante | Consiglieri comunali del PSPV-PSOE nelle principali città della provincia di Alicante | Consiglieri comunali del PSPV-PSOE nelle principali città della provincia di Alicante | Consiglieri comunali del PSPV-PSOE nelle principali città della provincia di Alicante | Consiglieri comunali del PSPV-PSOE nelle principali città della provincia di Alicante | Consiglieri comunali del PSPV-PSOE nelle principali città della provincia di Alicante | Consiglieri comunali del PSPV-PSOE nelle principali città della provincia di Alicante | Consiglieri comunali del PSPV-PSOE nelle principali città della provincia di Alicante |
| Municipio                                                                             | 1979                                                                                  | 1983                                                                                  | 1987                                                                                  | 1991                                                                                  | 1995                                                                                  | 1999                                                                                  | 2003                                                                                  | 2007                                                                                  | 2011                                                                                  | 2015                                                                                  | 2019                                                                                  | 2023                                                                                  |
| ------------------------------------------------------------------------------------- | ------------------------------------------------------------------------------------- | ------------------------------------------------------------------------------------- | ------------------------------------------------------------------------------------- | ------------------------------------------------------------------------------------- | ------------------------------------------------------------------------------------- | ------------------------------------------------------------------------------------- | ------------------------------------------------------------------------------------- | ------------------------------------------------------------------------------------- | ------------------------------------------------------------------------------------- | ------------------------------------------------------------------------------------- | ------------------------------------------------------------------------------------- | ------------------------------------------------------------------------------------- |
| Alicante                                                                              | 13                                                                                    | 19                                                                                    | 12                                                                                    | 12                                                                                    | 10                                                                                    | 11                                                                                    | 12                                                                                    | 14                                                                                    | 8                                                                                     | 6                                                                                     | 9                                                                                     | 8                                                                                     |
| Elx                                                                                   | 14                                                                                    | 14                                                                                    | 14                                                                                    | 16                                                                                    | 11                                                                                    | 14                                                                                    | 15                                                                                    | 13                                                                                    | 12                                                                                    | 8                                                                                     | 12                                                                                    | 12                                                                                    |
| Torrevella                                                                            | 9                                                                                     | 12                                                                                    | 6                                                                                     | 7                                                                                     | 6                                                                                     | 6                                                                                     | 8                                                                                     | 7                                                                                     | 6                                                                                     | 4                                                                                     | 5                                                                                     | 6                                                                                     |
| Orihuela                                                                              | 5                                                                                     | 9                                                                                     | 4                                                                                     | 6                                                                                     | 7                                                                                     | 5                                                                                     | 4                                                                                     | 7                                                                                     | 6                                                                                     | 8                                                                                     | 6                                                                                     | 6                                                                                     |
| Benidorm                                                                              | 7                                                                                     | 12                                                                                    | 10                                                                                    | 11                                                                                    | 7                                                                                     | 11                                                                                    | 11                                                                                    | 12                                                                                    | 11                                                                                    | 7                                                                                     | 10                                                                                    | 8                                                                                     |
| Alcoi                                                                                 | 11                                                                                    | 18                                                                                    | 15                                                                                    | 16                                                                                    | 11                                                                                    | 10                                                                                    | 8                                                                                     | 9                                                                                     | 7                                                                                     | 9                                                                                     | 12                                                                                    | 9                                                                                     |
| Sant Vicent del Raspeig                                                               | 8                                                                                     | 14                                                                                    | 7                                                                                     | 9                                                                                     | 8                                                                                     | 9                                                                                     | 7                                                                                     | 7                                                                                     | 6                                                                                     | 5                                                                                     | 10                                                                                    | 8                                                                                     |
| Elda                                                                                  | 10                                                                                    | 17                                                                                    | 12                                                                                    | 11                                                                                    | 9                                                                                     | 13                                                                                    | 11                                                                                    | 9                                                                                     | 8                                                                                     | 9                                                                                     | 13                                                                                    | 12                                                                                    |
| Dénia                                                                                 | 7                                                                                     | 10                                                                                    | 8                                                                                     | 6                                                                                     | 6                                                                                     | 4                                                                                     | 7                                                                                     | 9                                                                                     | 8                                                                                     | 7                                                                                     | 12                                                                                    | 9                                                                                     |
| Petrer                                                                                | 9                                                                                     | 15                                                                                    | 11                                                                                    | 12                                                                                    | 10                                                                                    | 7                                                                                     | 5                                                                                     | 5                                                                                     | 6                                                                                     | 6                                                                                     | 13                                                                                    | 11                                                                                    |
| Villena                                                                               | 8                                                                                     | 11                                                                                    | 7                                                                                     | 9                                                                                     | 5                                                                                     | 6                                                                                     | 8                                                                                     | 7                                                                                     | 4                                                                                     | 3                                                                                     | 7                                                                                     | 8                                                                                     |
| La Vila Joiosa                                                                        | 6                                                                                     | 14                                                                                    | 11                                                                                    | 12                                                                                    | 9                                                                                     | 6                                                                                     | 7                                                                                     | 7                                                                                     | 5                                                                                     | 6                                                                                     | 8                                                                                     | 6                                                                                     |
| Santa Pola                                                                            | 7                                                                                     | 11                                                                                    | 9                                                                                     | 7                                                                                     | 6                                                                                     | 8                                                                                     | 8                                                                                     | 6                                                                                     | 5                                                                                     | 4                                                                                     | 6                                                                                     | 6                                                                                     |
| Xàbia                                                                                 | 5                                                                                     | 9                                                                                     | 6                                                                                     | 4                                                                                     | 4                                                                                     | 3                                                                                     | 5                                                                                     | 4                                                                                     | 6                                                                                     | 14                                                                                    | 11                                                                                    | 9                                                                                     |
| Crevillent                                                                            | 7                                                                                     | 7                                                                                     | 9                                                                                     | 8                                                                                     | 5                                                                                     | 4                                                                                     | 4                                                                                     | 5                                                                                     | 3                                                                                     | 3                                                                                     | 4                                                                                     | 2                                                                                     |

Il grassetto indica gli anni nei quali il PSPV-PSOE è risultato la forza più votata.
| Seggi del PSPV-PSOE nei comuni della provincia di Alicante (numero totale) | Seggi del PSPV-PSOE nei comuni della provincia di Alicante (numero totale) | Seggi del PSPV-PSOE nei comuni della provincia di Alicante (numero totale) | Seggi del PSPV-PSOE nei comuni della provincia di Alicante (numero totale) | Seggi del PSPV-PSOE nei comuni della provincia di Alicante (numero totale) | Seggi del PSPV-PSOE nei comuni della provincia di Alicante (numero totale) | Seggi del PSPV-PSOE nei comuni della provincia di Alicante (numero totale) | Seggi del PSPV-PSOE nei comuni della provincia di Alicante (numero totale) | Seggi del PSPV-PSOE nei comuni della provincia di Alicante (numero totale) | Seggi del PSPV-PSOE nei comuni della provincia di Alicante (numero totale) | Seggi del PSPV-PSOE nei comuni della provincia di Alicante (numero totale) |
| Anno                                                                       | 1987                                                                       | 1991                                                                       | 1995                                                                       | 1999                                                                       | 2003                                                                       | 2007                                                                       | 2011                                                                       | 2015                                                                       | 2019                                                                       | 2023                                                                       |
| -------------------------------------------------------------------------- | -------------------------------------------------------------------------- | -------------------------------------------------------------------------- | -------------------------------------------------------------------------- | -------------------------------------------------------------------------- | -------------------------------------------------------------------------- | -------------------------------------------------------------------------- | -------------------------------------------------------------------------- | -------------------------------------------------------------------------- | -------------------------------------------------------------------------- | -------------------------------------------------------------------------- |
| Seggi                                                                      | 644                                                                        | 677                                                                        | 594                                                                        | 589                                                                        | 583                                                                        | 568                                                                        | 531                                                                        | 508                                                                        | 572                                                                        | 542                                                                        |

## Elezioni alle Corti Generali
| Anno            | Voti      | %      | Seggi   | Posizione       |
| --------------- | --------- | ------ | ------- | --------------- |
| 1977            | 678 429   | 36,33% | 13 / 29 | primo partito   |
| 1979            | 698 677   | 37,31% | 13 / 29 | primo partito   |
| 1982            | 1 118 354 | 53,11% | 19 / 29 | primo partito   |
| 1986            | 993 439   | 47,49% | 18 / 31 | primo partito   |
| 1989            | 878 377   | 41,46% | 16 / 31 | primo partito   |
| 1993            | 935 325   | 38,35% | 12 / 31 | secondo partito |
| 1996            | 990 993   | 38,32% | 13 / 32 | secondo partito |
| 2000            | 826 595   | 34%    | 12 / 32 | secondo partito |
| 2004            | 1 127 700 | 42,45% | 14 / 32 | secondo partito |
| 2008            | 1 124 414 | 40,97% | 14 / 33 | secondo partito |
| 2011            | 697 474   | 26,75% | 10 / 33 | secondo partito |
| 2015            | 531 489   | 19,83% | 7 / 32  | primo partito   |
| 2016            | 539 278   | 20,79% | 6 / 33  | primo partito   |
| 2019 (aprile)   | 746 486   | 27,78% | 10 / 32 | primo partito   |
| 2019 (novembre) | 700 159   | 27,60% | 10 / 32 | primo partito   |
| 2023            | 845 159   | 32,12% | 11 / 33 | secondo partito |